# Моджейовиці (Мазовецьке воєводство)
Моджейовиці (пол. Modrzejowice) — село в Польщі, у гміні Скаришев Радомського повіту Мазовецького воєводства.
Населення — 472 особи (2011).
У 1975-1998 роках село належало до Радомського воєводства.

## Демографія
Демографічна структура станом на 31 березня 2011 року:
|          | Загалом | Допрацездатний вік | Працездатний вік | Постпрацездатний вік |
| -------- | ------- | ------------------ | ---------------- | -------------------- |
| Чоловіки | 239     | 50                 | 168              | 21                   |
| Жінки    | 233     | 50                 | 145              | 38                   |
| Разом    | 472     | 100                | 313              | 59                   |